# Phragmanthera glaucocarpa
Phragmanthera glaucocarpa là một loài thực vật có hoa trong họ Loranthaceae. Loài này được (Peyr.) Balle miêu tả khoa học đầu tiên năm 1968.